# Vladimir de Chișinău et de toute la Moldavie
Vladimir de Chișinău et de toute la Moldavie est l'actuel primat de l'Église orthodoxe de Moldavie (Patriarcat de Moscou). Il est né en 1952 à Kolinkivtsi.